# ほ座オミクロン星

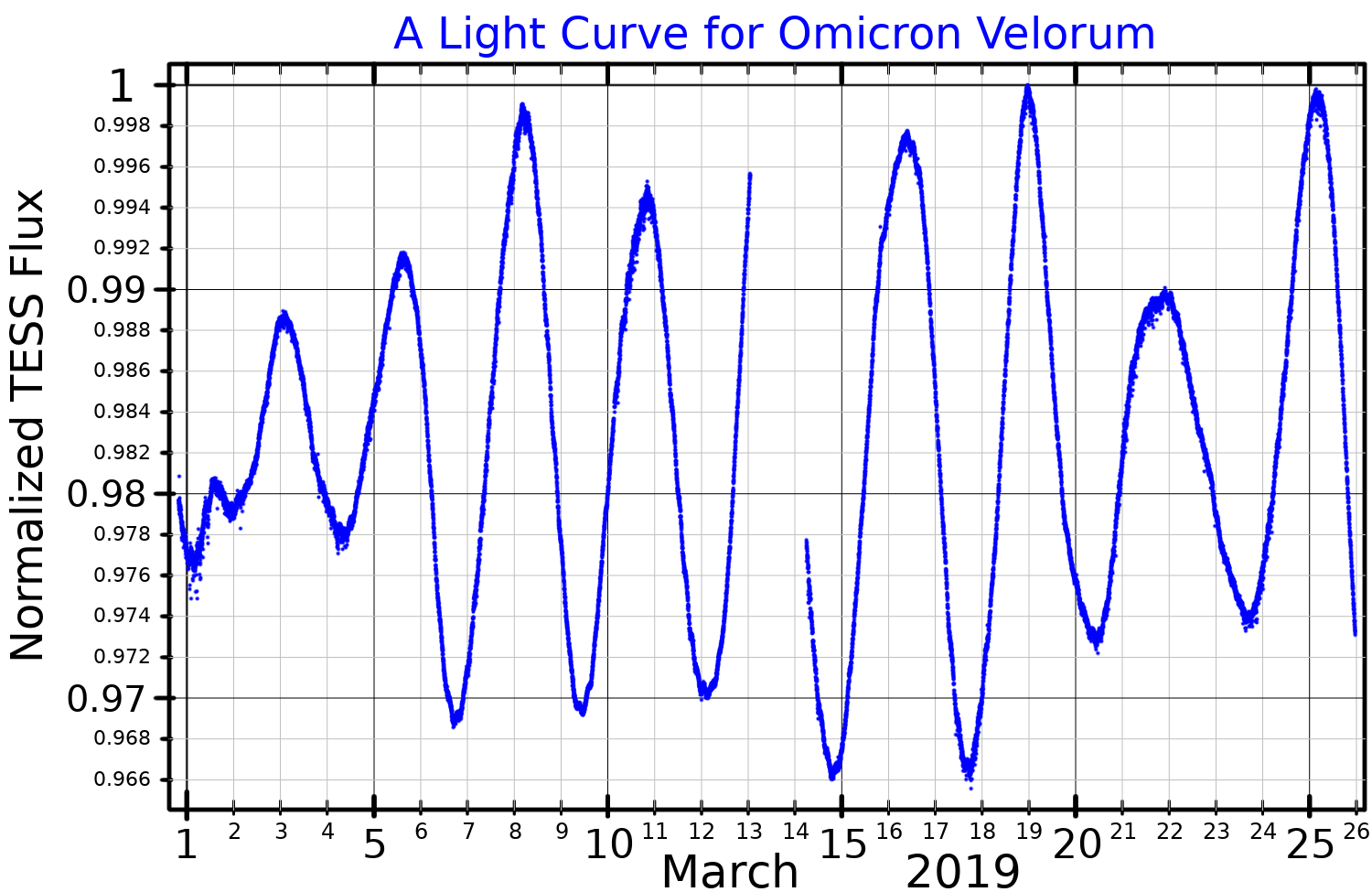
アメリカ航空宇宙局の

ほ座オミクロン星 (ο Vel, ο Velorum) は、太陽系から見てほ座の方向約460 光年の距離にある4等星。
変光星としては脈動変光星の一種であるSPB (英: Slowly pulsating B-type star) に分類されており、約2.80日の周期で3.57等から3.63等の範囲で変光する。この星が属する散開星団IC 2391は、星団で最も明るく見えるこの星の名を取って通称「ο Velorum Cluster」と呼ばれる。
2世紀頃アレクサンドリアで活躍した学者クラウディオス・プトレマイオスが著書『アルマゲスト』でアルゴ座に属するとした45個の星の1つとされるが、1603年にドイツの法律家ヨハン・バイエルが出版した『ウラノメトリア』では星表に挙げられず、ギリシア文字やラテン文字の符号は付されなかったと見られている。現在この星に付されているバイエル風のギリシア文字符号は、18世紀フランスの天文学者ニコラ・ルイ・ド・ラカイユが、1756年に出版されたフランス科学アカデミーの1752年版紀要に寄稿した星表で付したものである。